# Toru Oniki
Toru Oniki (Chiba, 20 april 1974) is een voormalig Japans voetballer.

## Clubcarrière
Oniki speelde tussen 1993 en 2006 voor Kashima Antlers en Kawasaki Frontale.